# QS9000
QS9000 är en kvalitetsstandard som togs fram av de tre stora nordamerikanska bilttillverkarna General Motors, Chrysler och Ford. Standarden introducerades 1994 och utgick 2006-12-31 då den ersattes av den nya och mer internationella ISO/TS16949.
Genom att underleverantörer till General Motors, Chrysler och Ford hade kravet på certifiering enligt QS9000 samt att flera lastvagnstillverkare innebar det att huvuddelen av underleverantörer till bilundustri certifierades för QS9000.

## Relation till ISO/TS16949
Inom automotive har den vanliga standarden för ledningsystem i Sverige och Nordamerika varit QS9000 och andra länder har haft separata standarder, till exempel Tyskland har haft VDA. I början på 2000-talet började dock QS9000 och nationella standarder ersättas av den gemensamma standarden ISO/TS16949.
Den stora skillnaden mellan QS9000 och TS16949 är att den senare är mer processorienterad fokuserar mer på kompetens och resultat istället för skrivna rutiner.

## Manualer i QS9000 och ISO/TS16949
- SPC – statistisk processtyrning
- MSA – mätsystemsanalys
- PPAP – produktgodkännande
- APQP – avancerad produktframtagning
- FMEA – feleffektsanalys